# She Walked with Kings
She Walked with Kings – pierwszy album amerykańskiej grupy muzycznej Renata (zwanej później jako "The Last Goodnight"). Płytę wydano 11 listopada 2002.

## Lista utworów
1. "Sitting on a Mountain"
2. "Passing Cars"
3. "Late Last Night"
4. "Blue and White"
5. "Marine (The Touch)"
6. "60"
7. "Avalon"
8. "February"
9. "Alicia"
10. "Dreaming of a Melting Sun"